# 듄
《듄》(영어: Dune)은 프랭크 허버트의 1965년 소설 《듄》을 시작으로 하는 일련의 프랜차이즈이다. 듄은 역사상 가장 많이 팔린 SF 소설 중 하나이다. 이러한 듄 세계관을 듄 유니버스(Dune universe) 또는 듀니버스(Duniverse)라고 부른다.

## 플롯
듄 세계를 배경으로 한 작품은 일반적으로 5개의 기간으로 나눌 수 있다.
- 버틀러리안 지하드: 브라이언 허버트/케빈 J. 앤더슨 - 레전즈 오브 듄 프리퀄 트릴로지(2002~2004) / 그레이트 스쿨스 오브 듄(2014~2016)
- 코리노가 이끄는 제국: 브라이언 허버트/케빈 J. 앤더슨 - 프렐류드 투 듄 프리퀄 트릴로지(1999~2001) / 히어로즈 오브 듄 시리즈(2008~2009)
- 아트레이드의 부상: 프랭크 허버트 - 듄(1965), 듄의 메시아(1969), 듄의 아이들(1976) / 브라이언 허버트/케빈 J. 앤더슨 - 히어로즈 오브 듄 시리즈(2008~2009)
- 신황제의 통치와 몰락: 프랭크 허버트 - 듄의 신황제(1981)
- 산란에서의 귀환: 프랭크 허버트 - 듄의 이단자들(1984), 듄의 신전(1985) / 브라이언 허버트/케빈 J. 앤더슨 - 헌터스 오브 듄(2006), 샌드웜스 오브 듄(2007)